# Reformierte Kirche Sent

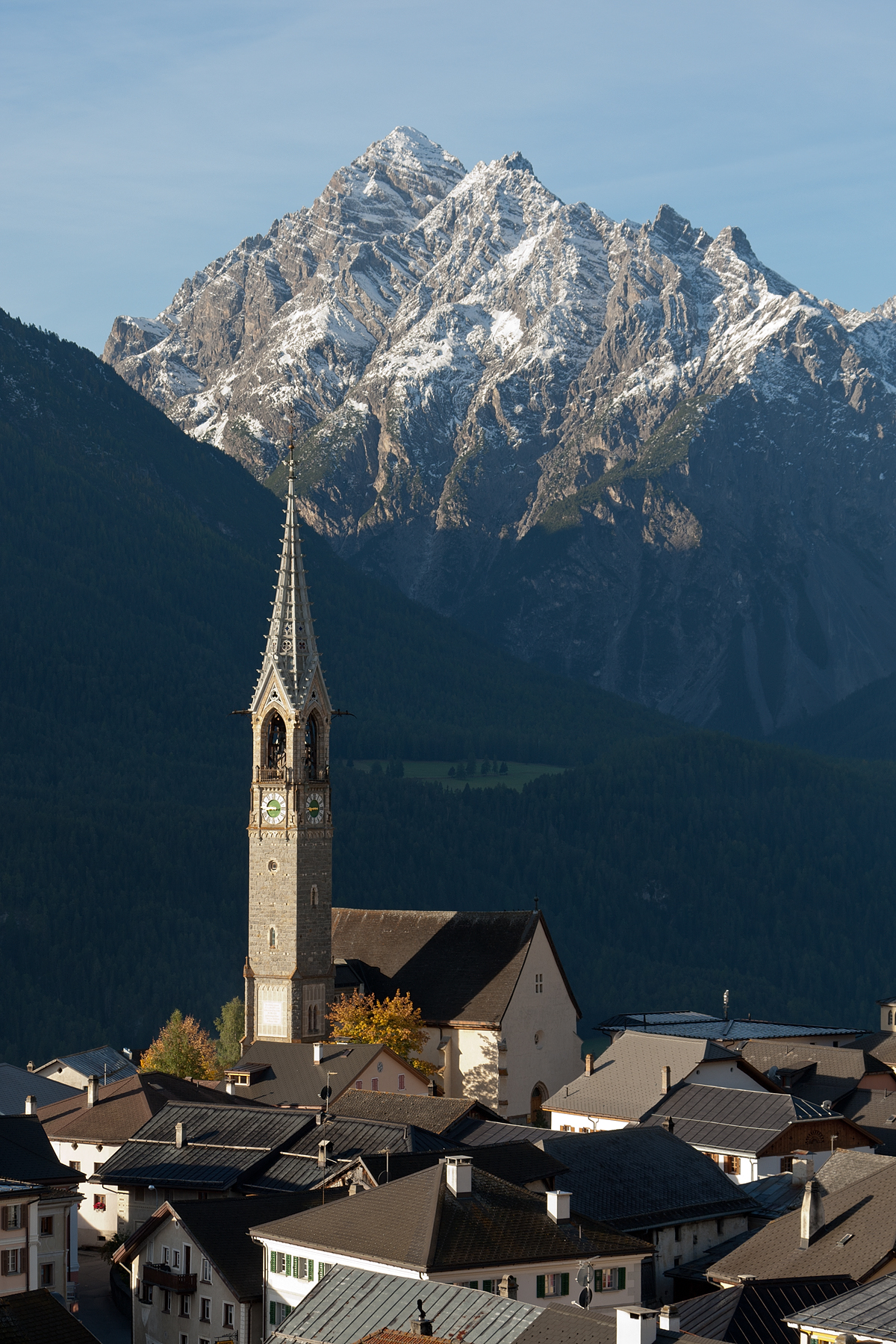
Der markante Kirchturm über dem Dorfpanorama

Die reformierte Kirche in Sent im Unterengadin ist ein denkmalgeschütztes evangelisch-reformiertes Gotteshaus. 

## Geschichte
Zentraler mittelalterlicher Sakralbau in Sent war die Kirche San Peder.
Die älteste Bausubstanz am heutigen Ort bezeugt eine romanische Vorgängerkirche des spätgotischen Neubaus von 1496 unter dem Patrozinium des Laurentius von Rom (rät. Baselgia San Lurench = St. Laurentiuskirche). 
Die Kirche war 1778 Schauplatz einer turbulenten Bündner Synode im Zuge des Herrnhuterstreites in Graubünden.
Der Turm als das Wahrzeichen der Kirche und des Dorfes wurde als neugotischer Bau des  Architekten Nicolaus Hartmann in den Jahren 1898 bis 1900 errichtet und 1985 restauriert.

### Pfarrer seit der Reformation
Zeitweise amtierten zwei Geistliche in Sent.
| - 1545–1576: Lucius Angelus (Lüzza Gliandschel) - 1577–1600: Gregor Charinnus - 1615–1616: Plasch Zonder (= Blasius Alexander, 1590–1622) - 1638–1666: Antonius Fabrizius (Töna Schmid) - 1663–1682: Jon Riola (1640–1705) - 1667–1675: Andri Salomon Blech - 1667–1693: Martin Stupan - 1683–1693: Joannes Martinus (1644–1733) - 1693–17??: Chasper Stupan - 1695–1697: Ulrich Saluz - 1693–1743: Curdin Riola (1667–1743) - 1707–1745: Curdin Salomon Blech - 1726–1768: Clot Jon Vital - 1743–1770: Jon Jachen Vital - 1756–1770: Jon Salomon Blech - 1758–1771: Jon Riola (1703–1771) - 1770–1789: Chasper Not Ans - 1773–1790: Jachen W. Rauch - 1775–1785: Andri Salomon Blech | - 1783–1845: Jachen J. Conradin (1758–1845) - 1784–1816: Curdin Salomon Blech - 1784–1832: Janet Stupan - 1789–1793: Jachen Jon Stupan - 1805–1812: Chasper St. Bazzell - 1807–1866: Duri Gotsch Vital (1781–1868) - 1809–1825: Otto Vital - 1815–1862: Michel J. Conradin (1780–1876) - 1857–1862: Töna Fila Schmid - 1864–1897: Jon Friedrich Vital - 1897–1899: Flurin Chasper Peer - 1899–1951: Jon Grand (1875–1959) - 1951–1965: Leo Reinalter (1924–2005) - 1966–1971: Paul Guidon - 1972–1979: Johannes Flury (* 1950) - 1979–1996: Martin Pernet (* 1945) - 1996–2014: Jörg Büchel (* 1960) - 2014-...: Rolf Nünlist (* 1968) |

## Ausstattung

### Prinzipalien
Im Chor findet sich ein Wandtabernakel aus der Gründungszeit. Die ursprünglich in der abgebrochenen Kapelle San Bastiaun in Samedan beheimatete Kanzel datiert auf das Jahr 1712. Im Mittelpunkt des Chors steht ein künstlerisch einfacher, vom Alter her wertvoller Taufstein, er stammt möglicherweise aus der Zeit der Romanik. 

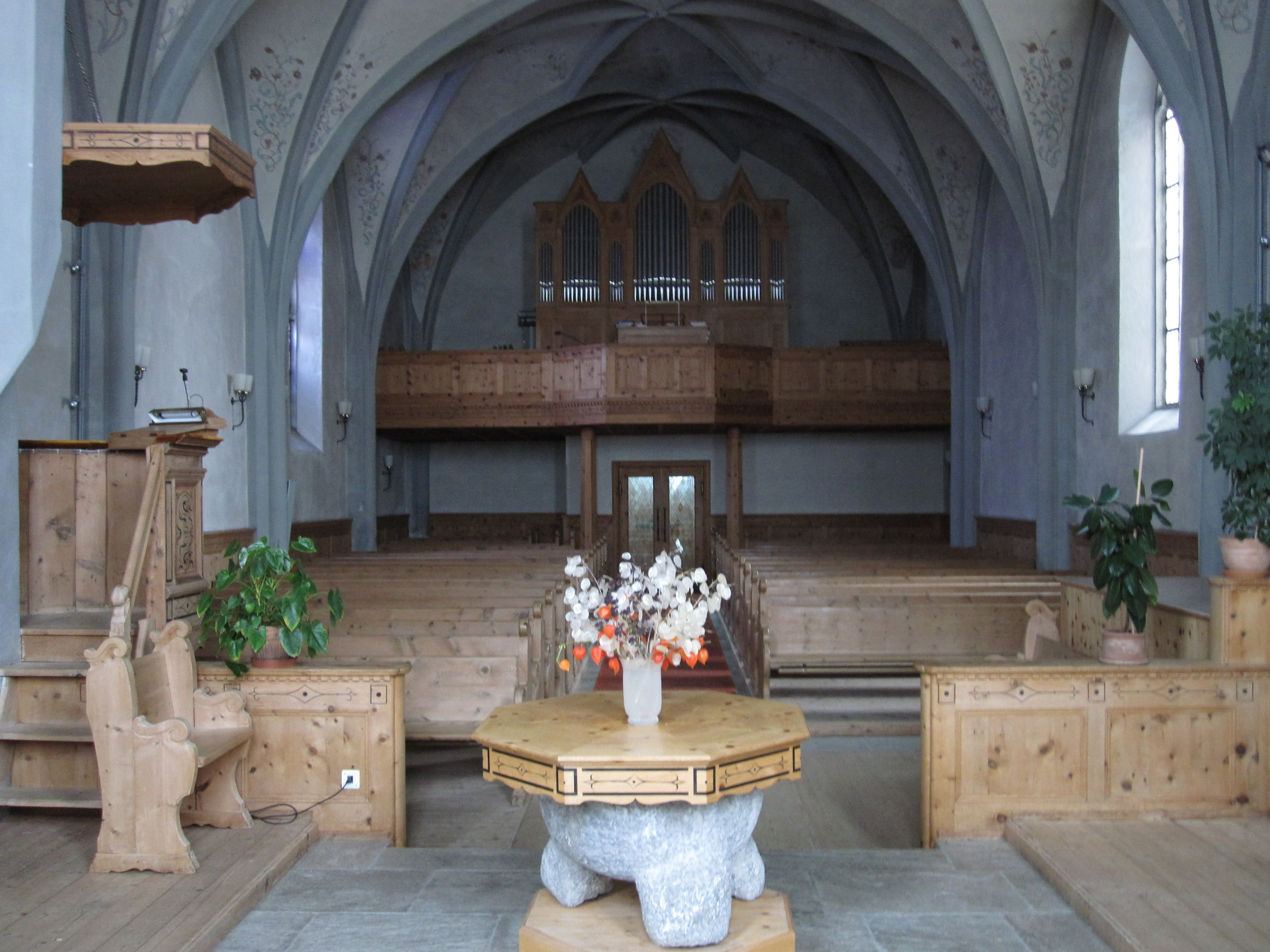
Blick aus dem Chor durch das Kirchenschiff auf Empore und Orgel

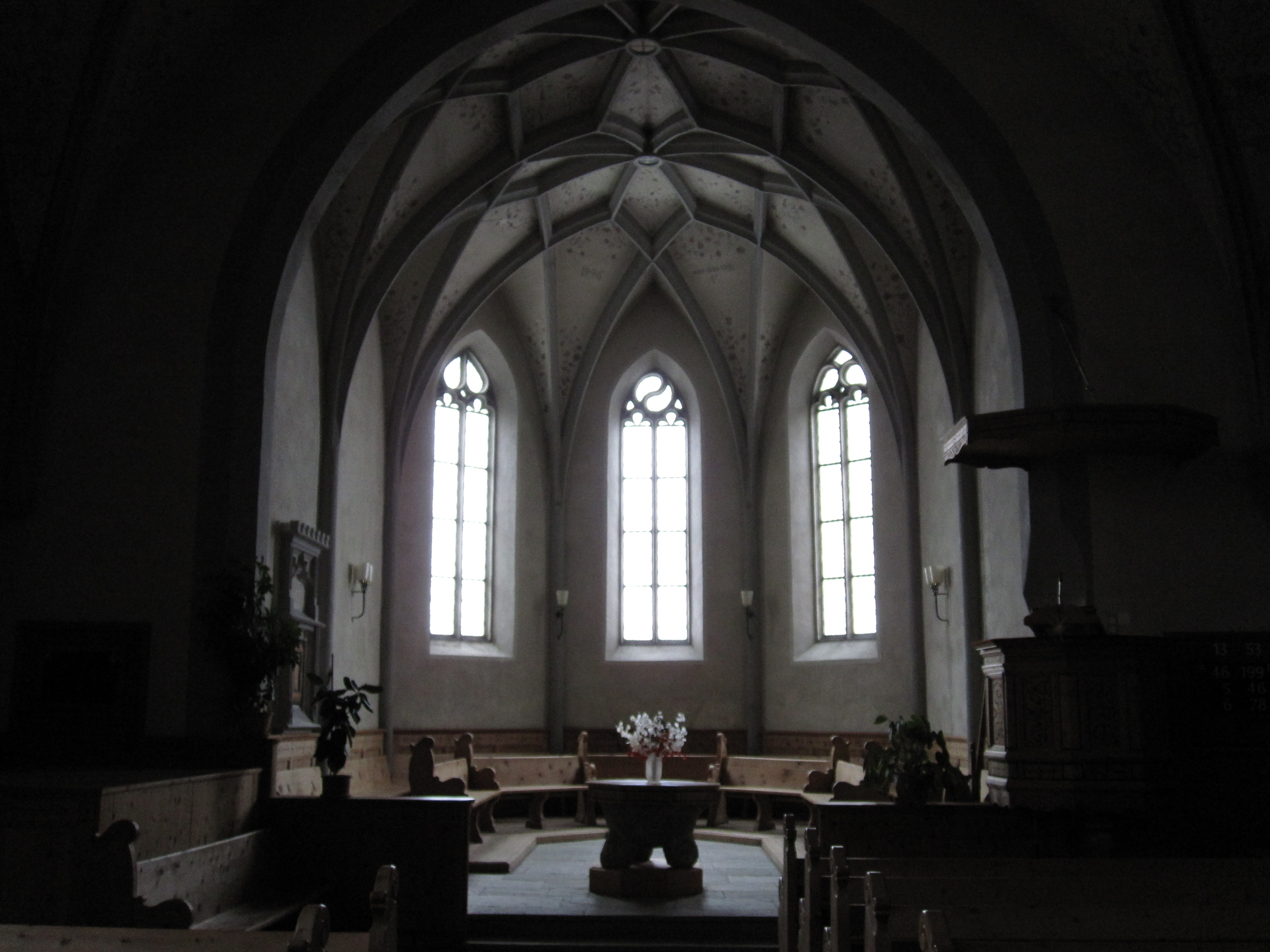
Blick in den Chorraum
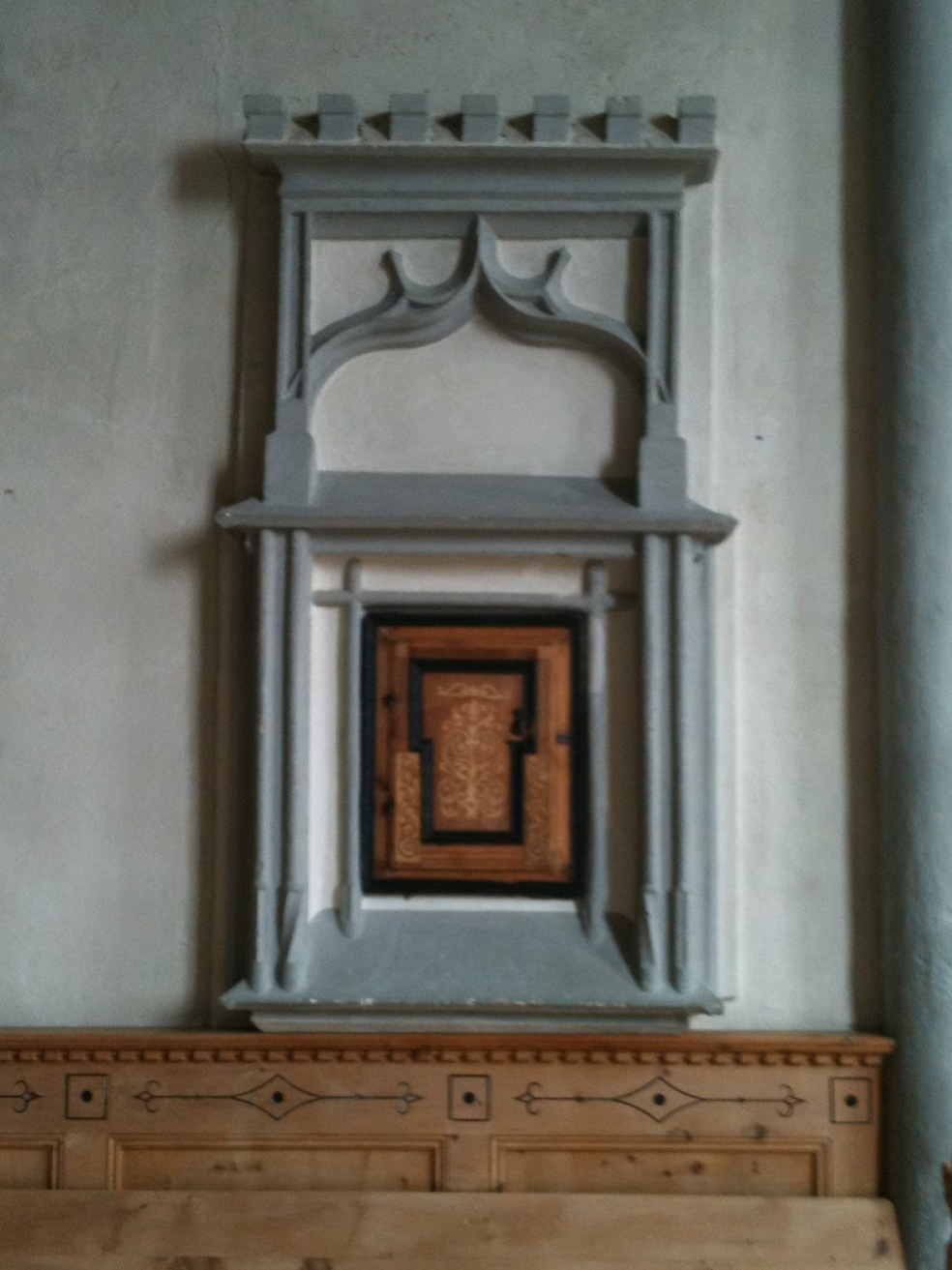
Wandtabernakel
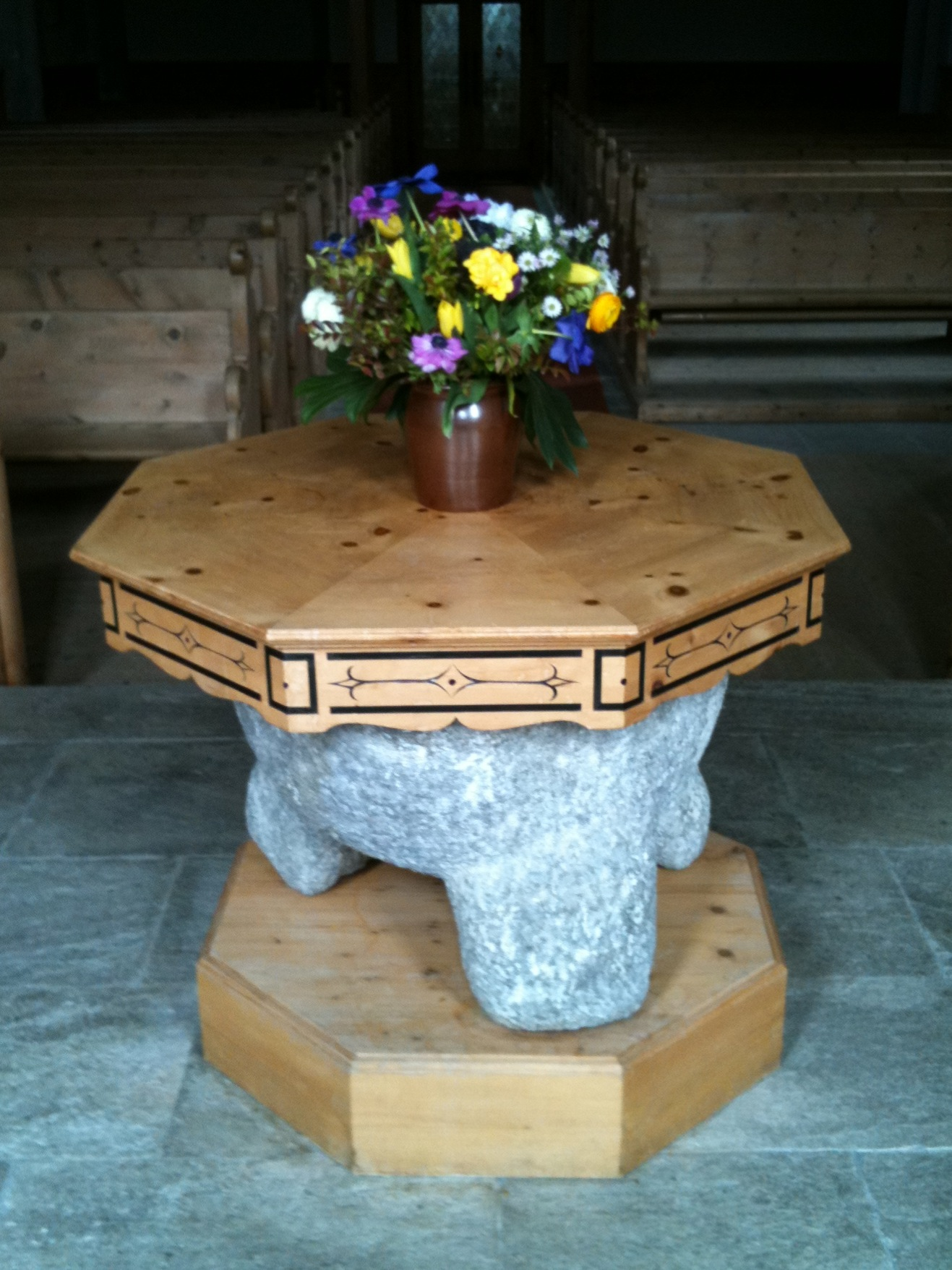
Taufstein und -tisch

### Orgel
Die Orgel auf der Empore im hinteren Teil der Kirche wurde 1904 durch Orgelbau Kuhn in einem neugotischen Gehäuse errichtet. Sie verfügt über 15 Register auf zwei Manualen und Pedal. 1982 wurde sie durch die Manufaktur Orgelbau Felsberg einer Revision unterzogen, wobei die Disposition verändert wurde. Eine weitere Revision wurde 2004 von der gleichen Firma durchgeführt.

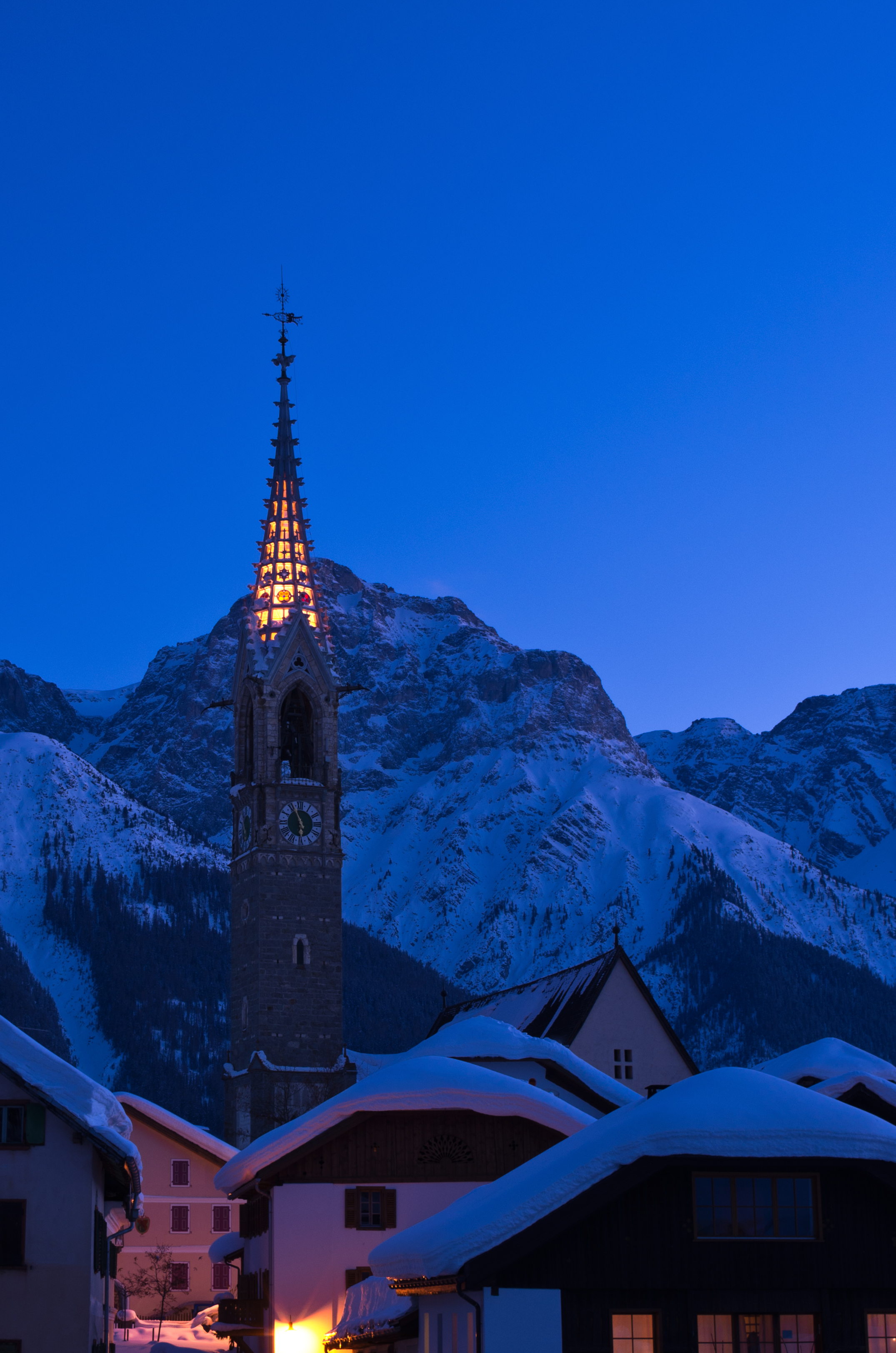
Beleuchteter Kirchturm

### Glocken
Im Kirchturm hängt ein fünfstimmiges Glockengeläut aus drei Jahrhunderten.
| Glocke | Name                         | Gussjahr | Giesser               | Gewicht | Schlagton |
| ------ | ---------------------------- | -------- | --------------------- | ------- | --------- |
| 1      | Mittagsglocke                | 1846     | Franz Theus, Felsberg | 1860 kg | es′       |
| 2      | Versammlungs- und Flurglocke | 1821     | Franz Theus, Felsberg | 1350 kg | f′        |
| 3      | Abendglocke                  | 1962     | H. Rüetschi AG, Aarau | 730 kg  | g′        |
| 4      | Schulglocke                  | 1899     | Franz Theus, Felsberg | 450 kg  | b′        |
| 5      | Totenglocke                  | 1466     |                       | 280 kg  | c″        |

## Kirchliche Organisation
Sent gehört als eigenständige Kirchgemeinde zur Evangelisch-reformierten Landeskirche Graubünden.

## Nachweise
1. ↑  Orgelverzeichnis Schweiz und Liechtenstein: Orgelprofil Reformierte Kirche Sent GR; hier auch die Disposition
2. ↑  SRF – Glocken der Heimat: Sent, St. Lorenz

Koordinaten: 46° 48′ 57″ N, 10° 20′ 12,5″ O; CH1903: 821131 / 189049